# Liure
Liure è un comune dell'Honduras facente parte del dipartimento di El Paraíso.
Il comune venne istituito il 28 ottobre 1886.